# Independence-fjorden
Independence-fjorden er en fjord i det nordøstlige Grønland. Den er omkring 200 km lang og op til 30 km bred. Fjorden udmunder i Wandelhavet i det Arktiske Hav. Jørgen Brønlund Fjord er en mindre fjord, der tilslutter fra nordvest til Independence Fjord.
Independence Fjord har givet navn til to forhistoriske inuitkulturer: Independence I-kulturen og Independence II-kulturen.

## Historie
Fjorden og dens omgivelser har været genstand for udforskning siden begyndelsen af det 20. århundrede. Den første videnskabelige udforskning af sporene efter forhistoriske bosættelser blev udgivet af Christian Bendix Thostrup i 1911 under titlen Ethnographic Description of the Eskimo Settlements and Stone Remains in North-East Greenland.

## Forhistorie
Nord for fjorden, i det sydlige Peary Land har man fundet spor efter boliger fra Independence I-kulturen. Folk fra denne kultur har efterladt sig redskaber af sten og ben, der vidner om jagt på blandt andet moskusokse og snehare. Dateringer viser, at Independence I-folkene var bosatte i området 2.400-1.800 f.Kr. Lignende fund daterede til 1.800-1.300 f.Kr. er fundet syd for fjorden. Det vides ikke, om indbyggerne bortvandrede sydover eller uddøde på stedet.
På lignende måde er fundet spor fra tiden 800-200 f.kr., tilhørende Independence II-kulturen. Oprindelig troede man, at de to arktiske kulturer hørte sammen, men den danske polarforsker og arkæolog Eigil Knuth kunne i 1956 påvise, at der var tale om to forskellige kulturer dels ved forskellige i boligernes byggemåde, dels ved forskelle i redskabstyperne. Boligerne fra Independence II-kulturen er mere sammensatte i konstruktionen og større end boligerne fra Independence I-kulturen.